# NGC 3154
NGC 3154 est une galaxie spirale située dans la constellation du Lion. NGC 3154 a été découverte par l'astronome français Édouard Stephan en 1880.

## Caractéristiques
Sa vitesse par rapport au fond diffus cosmologique est de 6 926 ± 45 km/s, ce qui correspond à une distance de Hubble de 102,2 ± 7,2 Mpc (∼333 millions d'al).
Selon la base de données Simbad, NGC 3154 est une radiogalaxie.

## Supernova
La supernova SN 2008hx a été découverte dans NGC 3154 le 3 décembre 2008 par S. B. Cenko, W. Li, et A. V. Filippenko dans le cadre du programme LOSS (Lick Observatory Supernova Search) de l'observatoire Lick. Cette supernova était de type II.